# 霍恩巴赫河 (施泰格巴赫河支流)
47°28′34″N 8°42′07″E / 47.47623°N 8.70206°E
霍恩巴赫河是瑞士的河流，位於該國北部，流經蘇黎世州，屬於施泰格巴赫河的左支流，河道全長1.5公里，河畔城鎮有溫特圖爾。